# Raúl Navarro (calciatore 1994)
Raúl Navarro del Río (Siviglia, 7 febbraio 1994) è un calciatore spagnolo, difensore del Burgos.

## Carriera
Cresciuto nel settore giovanile del Siviglia, dal 2013 al 2016 ha totalizzato 99 presenze e quattro reti con la seconda e la terza squadra degli andalusi. Il 17 luglio 2016 viene acquistato dall'Almería, che lo aggrega alla propria squadra riserve. L'anno successivo si trasferisce al Real Valladolid, dove anche qui viene aggregato alla squadra riserve. Dopo aver totalizzato 92 presenze e due reti con la seconda squadra del Pucela, nel 2020 firma con il Burgos, in terza divisione. Al termine della stagione 2020-2021, contribuisce alla promozione in seconda divisione. Il 15 agosto 2021 ha esordito in Segunda División, in occasione dell'incontro perso per 1-0 contro lo Sporting Gijón.

## Statistiche

### Presenze e reti nei club
Statistiche aggiornate al 19 dicembre 2022.
| Stagione                 | Squadra                  | Campionato               | Campionato | Campionato | Coppe nazionali | Coppe nazionali | Coppe nazionali | Coppe continentali | Coppe continentali | Coppe continentali | Altre coppe | Altre coppe | Altre coppe | Totale | Totale |
| Stagione                 | Squadra                  | Comp                     | Pres       | Reti       | Comp            | Pres            | Reti            | Comp               | Pres               | Reti               | Comp        | Pres        | Reti        | Pres   | Reti   |
| ------------------------ | ------------------------ | ------------------------ | ---------- | ---------- | --------------- | --------------- | --------------- | ------------------ | ------------------ | ------------------ | ----------- | ----------- | ----------- | ------ | ------ |
| 2012-2013                | Siviglia C               | TD                       | 1          | 0          |                 | -               | -               |                    | -                  | -                  |             | -           | -           | 1      | 0      |
| 2013-2014                | Siviglia C               | TD                       | 31         | 0          |                 | -               | -               |                    | -                  | -                  |             | -           | -           | 31     | 0      |
| 2014-2015                | Siviglia C               | TD                       | 40         | 4          |                 | -               | -               |                    | -                  | -                  |             | -           | -           | 40     | 4      |
| 2015-2016                | Siviglia C               | TD                       | 23         | 0          |                 | -               | -               |                    | -                  | -                  |             | -           | -           | 23     | 0      |
| Totale Siviglia C        | Totale Siviglia C        | Totale Siviglia C        | 95         | 4          |                 | -               | -               |                    | -                  | -                  |             | -           | -           | 95     | 4      |
| 2015-2016                | Siviglia Atlético        | SDB                      | 4          | 0          |                 | -               | -               |                    | -                  | -                  |             | -           | -           | 4      | 0      |
| 2016-2017                | Almería B                | TD                       | 32         | 0          |                 | -               | -               |                    | -                  | -                  |             | -           | -           | 32     | 0      |
| 2017-2018                | Real Valladolid B        | SDB                      | 31         | 0          |                 | -               | -               |                    | -                  | -                  |             | -           | -           | 31     | 0      |
| 2018-2019                | Real Valladolid B        | SDB                      | 34         | 1          |                 | -               | -               |                    | -                  | -                  |             | -           | -           | 34     | 1      |
| 2019-2020                | Real Valladolid B        | SDB                      | 26+1       | 1+0        |                 | -               | -               |                    | -                  | -                  |             | -           | -           | 27     | 1      |
| Totale Real Valladolid B | Totale Real Valladolid B | Totale Real Valladolid B | 91+1       | 2+0        |                 | -               | -               |                    | -                  | -                  |             | -           | -           | 92     | 2      |
| 2020-2021                | Burgos                   | SDB                      | 18+8       | 0+1        | CR              | 2               | 0               |                    | -                  | -                  |             | -           | -           | 28     | 1      |
| 2021-2022                | Burgos                   | SD                       | 32         | 0          | CR              | 2               | 0               |                    | -                  | -                  |             | -           | -           | 34     | 0      |
| 2022-2023                | Burgos                   | SD                       | 18         | 0          | CR              | 1               | 0               |                    | -                  | -                  |             | -           | -           | 19     | 0      |
| Totale Burgos            | Totale Burgos            | Totale Burgos            | 68+8       | 0+1        |                 | 5               | 0               |                    | -                  | -                  |             | -           | -           | 81     | 1      |
| Totale carriera          | Totale carriera          | Totale carriera          | 299        | 7          |                 | 5               | 0               |                    | -                  | -                  |             | -           | -           | 304    | 7      |